# Kengo Nakamura
Kengo Nakamura (中村 憲剛) né le 31 octobre 1980, est un footballeur international japonais.
Ce milieu de terrain a porté durant toute sa carrière le maillot du Kawasaki Frontale, club de J-League. Il a également été international japonais.

## Biographie

### Jeunesse
Nakamura naît à Kodaira, à Tokyo. Il commence à jouer au football avec le Fuchu Boys 'Soccer Club, à proximité de Fuchu. Nakamura joue dans de nombreux tournois au cours de sa carrière de jeune. Il participe au Tournoi de football de la jeunesse du Japon en 1989, où Fuchu atteint les huitièmes de finale. Il joue également le 8e tournoi de football de sélection des garçons de Tokyo, où il est nommé parmi les 10 meilleurs joueurs.
Il continue à jouer jusqu'à l'adolescence et, après avoir obtenu son diplôme du lycée Kurume, il s'inscrit à l'Université Chuo, où il étudiae la littérature anglaise et américaine tout en jouant pour l'équipe de football universitaire. Lors de sa troisième année, il devient un élément régulier de l'équipe, malgré les mauvaises performances de l'équipe, qui termine dernier de la 1re division de la Ligue universitaire de Kanto et subit une relégation en 2e division. L'année suivante, Nakamura se voit nommé capitaine du club et conduit Chuō à remporter la 2e division, obtenant ainsi une promotion dans la ligue supérieure. Nakamura est diplômé de Chuō en 2002 avec un baccalauréat ès arts en anglais.

### Kawasaki Frontale (2003–2020)
Le 31 octobre, jour de son 40e anniversaire, il marque le but gagnant alors que Frontale prolongeait sa course invaincue pour vaincre le FC Tokyo 2-1. Un jour plus tard, Nakamura annonce son intention de se retirer du jeu professionnel à l'issue de la saison.  Après avoir remporté un autre trophée de la Ligue J1 avec Frontale, la cérémonie de retraite de Nakamura a lieu le 21 décembre 2020.
Au total, Kengo Nakamura dispute 472 matchs en première division japonaise, pour 73 buts inscrits. Il réalise sa meilleure performence lors de la saison 2006, où il marque dix buts en championnat.

### En équipe du Japon
Kengo Nakamura reçoit un total de 68 sélections en équipe du Japon entre 2006 et 2013, inscrivant six buts.
Il joue son premier match en équipe nationale le 4 octobre 2006, en amical contre le Ghana (défaite 0-1). Une semaine plus tard, il inscrit son premier but, contre l'Inde. Ce match gagné 0-3 rentre dans le cadre des éliminatoires de la Coupe d'Asie des nations 2007.
En juillet 2007, il participe à la phase finale de la Coupe d'Asie des nations, organisée par quatre pays, l'Indonésie, la Malaisie, la Thaïlande et le Viêt Nam. Lors de cette compétition, il est titulaire au poste de milieu de terrain, et joue six matchs. Le Japon se classe quatrième du tournoi, en étant battu par la Corée du Sud lors de la "petite finale".
Le 14 juin 2008, il inscrit son deuxième but, face à la Thaïlande. Ce match gagné 0-3 rentre dans le cadre des éliminatoires du mondial 2010. Il marque ensuite un troisième but contre le Bahreïn, le 6 septembre 2008, lors de ces mêmes éliminatoires (victoire 2-3).
Le 20 janvier 2009, il officie pour la première fois comme capitaine de la sélection, lors d'une rencontre amicale face au Yémen (victoire 2-1). Le 31 mai 2009, il inscrit son quatrième but, en amical contre la Belgique, avec à la clé une victoire sans appel de 4-0. Son cinquième but est marqué contre le Ghana, le 9 septembre 2009 (victoire 4-3 en amical).
En juin 2010, il participe à la Coupe du monde qui se déroule en Afrique du Sud. Il reste sur le banc des remplaçants lors des trois rencontres de phase de poule. Il dispute en revanche le huitième de finale perdu aux tirs au but face au Paraguay.
Le 11 octobre 2011, il inscrit son sixième et dernier but avec le Japon, lors d'une rencontre face au Tadjikistan. Il délivre également trois passes décisives lors de match. Le Japon l'emporte sur le score sans appel de 8-0 dans cette rencontre des éliminatoires du mondial 2014.
En juin 2013, il dispute sa dernière compétition avec le Japon. Il s'agit de la Coupe des confédérations, organisée au Brésil. Lors de ce tournoi, il joue deux matchs. La rencontre disputée face au Mexique, le 22 juin, constitue d'ailleurs son ultime sélection avec le Japon.

## Statistiques
| Saison                | Club                  | Championnat           | Championnat | Championnat | Coupe nationale | Coupe nationale | Coupe de la Ligue | Coupe de la Ligue | Supercoupe | Supercoupe | Compétition(s) continentale(s) | Compétition(s) continentale(s) | Compétition(s) continentale(s) | Japon | Japon | Total | Total |
| Saison                | Club                  | Division              | M.          | B.          | M.              | B.              | M.                | B.                | M.         | B.         | Comp.                          | M.                             | B.                             | M.    | B.    | M.    | B.    |
| 2003                  | Kawasaki Frontale     | J. League 2           | 34          | 4           | 3               | 2               | -                 | -                 | -          | -          | -                              | -                              | -                              | -     | -     | 37    | 6     |
| 2004                  | Kawasaki Frontale     | J. League 2           | 41          | 5           | 3               | 0               | -                 | -                 | -          | -          | -                              | -                              | -                              | -     | -     | 44    | 5     |
| 2005                  | Kawasaki Frontale     | J. League 1           | 29          | 2           | 3               | 1               | 6                 | 2                 | -          | -          | -                              | -                              | -                              | -     | -     | 38    | 5     |
| 2006                  | Kawasaki Frontale     | J. League 1           | 34          | 10          | 2               | 1               | 10                | 3                 | -          | -          | -                              | -                              | -                              | 3     | 0     | 49    | 14    |
| 2007                  | Kawasaki Frontale     | J. League 1           | 30          | 4           | 4               | 0               | 3                 | 0                 | -          | -          | ACL                            | 7                              | 3                              | 13    | 0     | 57    | 7     |
| 2008                  | Kawasaki Frontale     | J. League 1           | 34          | 4           | 1               | 0               | 1                 | 0                 | -          | -          | -                              | -                              | -                              | 11    | 2     | 47    | 6     |
| 2009                  | Kawasaki Frontale     | J. League 1           | 32          | 4           | 1               | 0               | 3                 | 0                 | -          | -          | ACL                            | 9                              | 3                              | 12    | 2     | 57    | 9     |
| 2010                  | Kawasaki Frontale     | J. League 1           | 27          | 4           | 1               | 0               | 3                 | 1                 | -          | -          | ACL                            | 3                              | 0                              | 11    | 0     | 45    | 5     |
| 2011                  | Kawasaki Frontale     | J. League 1           | 30          | 4           | 1               | 0               | 2                 | 0                 | -          | -          | -                              | -                              | -                              | 4     | 1     | 37    | 5     |
| 2012                  | Kawasaki Frontale     | J. League 1           | 34          | 5           | 1               | 0               | 2                 | 0                 | -          | -          | -                              | -                              | -                              | 7     | 0     | 44    | 5     |
| 2013                  | Kawasaki Frontale     | J. League 1           | 29          | 7           | 2               | 0               | 5                 | 2                 | -          | -          | -                              | -                              | -                              | 5     | 0     | 41    | 9     |
| 2014                  | Kawasaki Frontale     | J. League 1           | 30          | 3           | 0               | 0               | 2                 | 0                 | -          | -          | ACL                            | 8                              | 2                              | -     | -     | 40    | 5     |
| 2015                  | Kawasaki Frontale     | J. League 1           | 33          | 2           | 3               | 0               | 6                 | 0                 | -          | -          | -                              | -                              | -                              | -     | -     | 42    | 2     |
| 2016                  | Kawasaki Frontale     | J. League 1           | 31          | 9           | 4               | 0               | 2                 | 0                 | -          | -          | -                              | -                              | -                              | -     | -     | 37    | 9     |
| 2017                  | Kawasaki Frontale     | J. League 1           | 32          | 6           | 2               | 0               | 4                 | 0                 | -          | -          | ACL                            | 9                              | 1                              | -     | -     | 47    | 7     |
| 2018                  | Kawasaki Frontale     | J. League 1           | 33          | 6           | 2               | 0               | 2                 | 0                 | 1          | 0          | ACL                            | 2                              | 0                              | -     | -     | 40    | 6     |
| 2019                  | Kawasaki Frontale     | J. League 1           | 20          | 2           | 2               | 0               | 2                 | 0                 | 1          | 0          | ACL                            | 3                              | 0                              | -     | -     | 28    | 2     |
| 2020                  | Kawasaki Frontale     | J. League 1           | 12          | 2           | 1               | 0               | 0                 | 0                 | -          | -          | -                              | -                              | -                              | -     | -     | 13    | 2     |
| Total sur la carrière | Total sur la carrière | Total sur la carrière | 545         | 83          | 36              | 4               | 53                | 8                 | 2          | 0          | -                              | 41                             | 9                              | 66    | 5     | 743   | 109   |

## Palmarès
| Kawasaki Frontale (7) | Équipe du Japon |
| --- | --- |
| - J.League (3) : - Champion en 2017, 2018, 2020 - Vice-champion en 2006, 2008, 2009 - Coupe de l'empereur (1) : - Vainqueur en 2020 - Finaliste en 2016 - Coupe de la Ligue (1) : - Vainqueur en 2019 - Finaliste en 2000, 2007, 2009, 2017 - Supercoupe (1) : - Vainqueur en 2019 - Finaliste en 2018 - J.League 2 (1) : - Vainqueur en 2004. | - Coupe du monde : - Huitièmes de finale en 2010 - Coupe d'Asie des nations : - 4e en 2007 - Coupe des confédérations : - Phase de Groupe en 2013 |

## Distinctions
- J. League Best Eleven : 2006, 2007, 2008, 2009 et 2010
- 2e joueur asiatique de l'année 2009